# فرودگاه صحرایی بروکس، میشیگان
فرودگاه صحرایی بروکس، میشیگان (به انگلیسی: Brooks Field (Michigan)) یک فرودگاه همگانی بهره‌برداری هوایی است که یک باند فرود آسفالت دارد و طول باند آن ۱۰۶۷ متر است. این فرودگاه در کشور ایالات متحده آمریکا قرار دارد و در ارتفاع ۲۸۷ متری از سطح دریا واقع شده‌است.